# Bledisloe Cup 1989
Come nel 1985 e nel 1987 la Bledisloe Cup viene assegnata su una sola partita di rugby disputata in casa della detentrice, ossia la Nuova Zelanda., che mantiene il titolo
| Arbitro: | Stephen Hilditch |

| |            | |
| Gallagher, Loe | mt         | Campese |
| Fox 2 | tr         | Lynagh |
| Fox 4 | c.p.       | Lynagh 2 |
| 15.John Gallagher 14.John Kirwan 13.Joe Stanley 12.John Schuster 11.Terry Wright 10.Grant Fox 9.Bruce Deans 8.Buck Shelford (cap) 7.Mike Brewer 6.Alan Whetton 5.Gary Whetton 4.Murray Pierce 3.Richard Loe 2.Sean Fitzpatrick 1.Steve McDowell | Formazioni | 15.Greg Martin 14.Ian Williams 13.Tim Horan 12.Lloyd Walker 11.David Campese 10.Michael Lynagh 9.Nick Farr-Jones (c) 8.Steve Tuynman 7.Simon Poidevin 6.Jeff Miller 5.Bill Campbell 4.Steve Cutler 3.Tony Daly 2.Phil Kearns 1.Andy McIntyre sostituti: Tim Gavin |